# Gertrud Brendler
Gertrud Brendler (* 23. Oktober 1898 in Dresden; † 26. August 1983 ebenda) war eine deutsche Schauspielerin.

## Leben
Nach ihrer Schauspielausbildung debütierte Brendler 1919 in Görlitz in Schillers Trauerspiel „Die Braut von Messina“ mit 21 Jahren. Anschließend folgte eine Tätigkeit an einer Bühne in Bautzen, ehe sie wieder an einer heimischen Spielstätte, dem Albert-Theater in Dresden, spielte. Mit der Machtergreifung durch die Nationalsozialisten im Jahr 1933 folgte ein Berufsverbot für die Künstlerin, als sich Brendler für ihre jüdischen Schauspielkollegen einsetzte. Um ihren Lebensunterhalt bestreiten zu können, arbeitete sie in dieser Zeit als Fabrikarbeiterin und Haushaltshilfe, gelegentlich auch als Darstellerin an kleineren Bühnen.
Nach Kriegsende nahm sie ihre Bühnentätigkeit am Staatstheater in Dresden wieder auf, wo sie – bis auf ein kurzes Engagement in Leipzig – bis ins hohe Alter als Darstellerin wirkte. Seit Mitte der 1950er-Jahre war Gertrud Brendler auch in der Filmarbeit für die DEFA und das Fernsehen der DDR tätig, wo sie 1954 als Frau Globig in Dudows Stärker als die Nacht debütierte. Es folgten zahlreiche Film- und Fernsehaufgaben, wobei sie bevorzugt als resolute, mutige Frau oder liebevolle Oma eingesetzt wurde.

## Filmografie (Auswahl)
- 1954: Stärker als die Nacht
- 1956: Besondere Kennzeichen: keine
- 1957: Schlösser und Katen
- 1957: Vergeßt mir meine Traudel nicht
- 1959: Maibowle
- 1960: Das Leben beginnt
- 1961: Vielgeliebtes Sternchen (TV)
- 1961: Der Fremde
- 1961: Das hölzerne Kälbchen
- 1962: Tanz am Sonnabend – Mord?
- 1962: Oh, diese Jugend (TV)
- 1962: Mord ohne Sühne
- 1963: Karbid und Sauerampfer
- 1963: Reserviert für den Tod
- 1965: Chronik eines Mordes
- 1966: Spur der Steine
- 1967: Ein Lord am Alexanderplatz
- 1968: Schüsse unterm Galgen
- 1969: Jungfer, Sie gefällt mir
- 1969: Käuzchenkuhle
- 1970: Dr. med. Sommer II
- 1970: Jeder stirbt für sich allein (Fernsehfilm, 3 Teile)
- 1973: Stülpner-Legende (TV)
- 1973: Polizeiruf 110: Der Ring mit dem blauen Saphir (TV-Reihe)
- 1973: Die sieben Affären der Doña Juanita (vierteiliger Fernsehfilm)
- 1973: Polizeiruf 110: Eine Madonna zuviel (TV-Reihe)
- 1974: Der Leutnant vom Schwanenkietz (TV-Dreiteiler)
- 1975: Polizeiruf 110: Ein Fall ohne Zeugen (TV-Reihe)
- 1976: Die Lindstedts (Fernsehserie)
- 1976: Hostess
- 1977: Ein irrer Duft von frischem Heu
- 1977: Viechereien (TV)
- 1977: Polizeiruf 110: Vermißt wird Peter Schnok (TV-Reihe)
- 1977: Polizeiruf 110: Des Alleinseins müde (TV-Reihe)
- 1978: Anton der Zauberer
- 1978: Polizeiruf 110: Schuldig (TV-Reihe)
- 1979: Polizeiruf 110: Am Abgrund (TV-Reihe)
- 1979: Einfach Blumen aufs Dach
- 1979: Glück im Hinterhaus
- 1979: Karlchen, durchhalten!
- 1979: Verlobung in Hullerbusch (TV)
- 1980: Unser Mann ist König (TV-Reihe)
- 1982: Das Fahrrad
- 1982: Polizeiruf 110: Petra (TV-Reihe)
- 1983: Polizeiruf 110: Eine nette Person (TV-Reihe)